# Álex Martín
Pour les articles homonymes, voir Martín.
Martín  Gutiérrez est un nom espagnol. Le premier nom de famille, en général paternel, est Martín ; le second, en général maternel, souvent omis, est Gutiérrez.
Álex Martín Gutiérrez (né le 25 janvier 2000) est un coureur cycliste espagnol, membre de l'équipe Eolo-Kometa.

## Biographie
Dans son enfance, Álex Martín participe à plusieurs castings et publicités télévisées (hypermarchés, entreprises laitières, des médicaments ou encore des chocolats). Il fait même une incursion en 2010 dans le monde du cinéma en jouant un rôle anonyme dans le film El gran Vázquez. 
Il commence le cyclisme en 2011, d'abord par le VTT. L'année suivante, il participe à ses premières courses cyclistes,. Il passe ensuite au cyclisme sur route avec le Club Ciclista Mollet
En 2018, il rejoint l'équipe juniors (moins de 19 ans) de la Fondation Contador. Durant cette saison, il s'illustre en étant l'un des meilleurs jeunes espagnols dans les courses par étapes. Il remporte la Vuelta al Besaya (avec une étape) ainsi que le Tour du Valromey, au niveau international. Il poursuit ensuite le cursus de la Fondation Contador en rejoignant la réserve de l'équipe continentale Kometa en 2019. Pour ses débuts espoirs (moins de 23 ans), il termine cinquième et meilleur jeune du Tour de la Bidassoa. 
En 2020, il s'impose sur l'étape inaugurale du Tour de Valence. Il se classe également deuxième du Circuito Guadiana, manche de la Coupe d'Espagne amateurs, ou encore quatrième du championnat d'Espagne espoirs. En juin 2021, il se distingue en terminant sixième du Tour de la Vallée d'Aoste, une course par étapes réputée pour les grimpeurs espoirs.
Il parvient finalement à passer professionnel en 2022 chez Eolo-Kometa, avec laquelle il signe un contrat de deux ans.

## Palmarès
- 2018
  - Vuelta al Besaya :
    - Classement général
    - 4e étape

  - Classement général du Tour du Valromey
  - 2e de la Coupe d'Espagne juniors
- 2020
  - 1re étape du Tour de Valence
  - 2e du Circuito Guadiana
- 2021
  - Classement général du Tour de Galice